# Kanton Elne
Kanton Elne (fr. Canton d'Elne) je francouzský kanton v departementu Pyrénées-Orientales v regionu Languedoc-Roussillon. Skládá se ze sedmi obcí.

## Obce kantonu
- Elne
- Villeneuve-de-la-Raho
- Bages
- Corneilla-del-Vercol
- Montescot
- Théza
- Ortaffa